# Sesterc

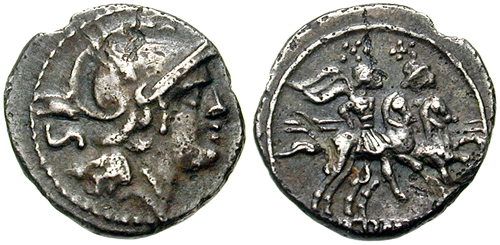
Srebrny sestercjusz republikański z normatywnym oznaczeniem na awersie

Sesterc, sestercjusz (łac. sēstertĭŭs, lm sēstertii) – w starożytności ważna rzymska moneta rozmienna i obrachunkowa.

## W mennictwie rzymskim
W czasach republiki srebrny, równy 1/4 denara (tj. 2,5 asa), później o wartości równej 4 asom. Stąd jego nazwa pochodząca od łac. semis tertius (dosł. półtrzecia = dwa i pół), a wyrażana na monecie oznaczeniem IIS (później HS).
Wraz z denarem wprowadzony jako jego podziałka w 268 r. p.n.e., w okresie drugiej wojny punickiej, o wadze początkowo 1,13 g, a od 217 p.n.e. zmniejszonej do 0,97 g. Przerwaną wtedy emisję sestercjusza podjęto znów w 82 p.n.e. Od 43 p.n.e. wprowadzono go do obiegu już jako monetę z brązu wagi 27,3 g, równą 2 dupondiusom. Od czasów Augusta, w okresie cesarstwa standardowo kursował jako moneta brązowa (właściwie mosiężna) o identycznej równowartości, aż do panowania Galiena.
W I-III wieku n.e. we wschodniej (greckojęzycznej) części imperium funkcjonowała w lokalnym (miejskim) obiegu prowincjonalnym równa sestercjuszowi moneta o nazwie tetrassarion (tj. wartości 4 assarionów, czyli asów).

### Siła nabywcza

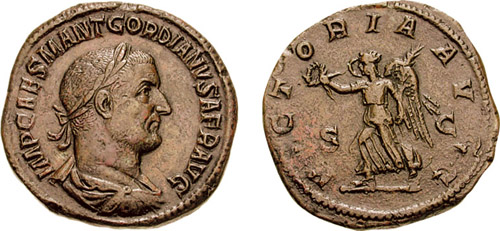
Mosiężny sesterc z późniejszego okresu cesarstwa (Gordian I, 238 r.)

W I wieku n.e. i na początku II stulecia siła nabywcza sestercjusza w przeliczeniu porównywalna była z 2 euro. Na podstawie badań znalezisk w Pompejach ustalono, że ich średniozamożny mieszkaniec dysponował na co dzień kwotą 2–20 sesterców, a rodzina z gotówką rzędu 1000-10 tysięcy uchodziła w takiej miejscowości za bogatą. Z innych źródeł wiadomo, że zamożny obywatel wydawał na swe codzienne potrzeby przynajmniej 55 sesterców, osobie średniozamożnej wystarczało na ich doraźne zaspokojenie około 30. Ubogie rodziny trzyosobowe zadowalały się dziennym wyżywieniem za 6 sesterców.
Cena kilograma zboża lub chleba wynosiła pół sestercjusza, talerz zupy kosztował ćwierć (1 asa), tyleż płacono za wstęp do term, za litr zwykłego wina – 1 sesterc, lepszego gatunkowo – 2 do 4, za litr oliwy – 3. Tunika kosztowała 15 sesterców, muł – 520, a niewolnik od 1200 do 2500.

### Jednostka obrachunkowa
Choć w rzymskim obiegu pieniądza zgromadzony kapitał metali szlachetnych (srebra, zwłaszcza złota) stanowił egzystencjalną rezerwę w zasobach finansowych rodu (rodziny), to rachunkowość we wcześniejszej epoce cesarstwa wciąż opierała się na brązowych sestercach. Obliczano w nich wartość osobistego majątku przy zastosowaniu skrótów: HSX = 10 sesterców (sestertii decem), HSM = 1000 (sestertii mille), "daszek" nad cyfrą/cyframi zaznaczał zwielokrotnienie o 100 tysięcy ĤS[X] = 1 000 000 (decies centena millia sestertium), a kreska nad cyfrą (np. HSX) wskazywała na jej tysięczną wielokrotność (czyli 10 tysięcy sesterców).